# Заречье (Струго-Красненский район)
За́речье — деревня в Струго-Красненском районе Псковской области России. Входит в состав сельского поселения «Марьинская волость».

## География
Находится на северо-востоке региона, в центральной части района, в лесной местности около.
Уличная сеть не развита.

## История
Первое упоминание населённого пункта на этом месте относится к 1571 году, как деревня Заречье Быстреевского погоста Шелонской пятины.
В 1881 году устроен деревянный эстонский лютеранский молитвенный дом, закрыт в 1920-х.
В 1941—1944 годах деревня находилась под фашистской оккупацией войсками Гитлеровской Германии.
С образованием Стругокрасненского района с 1927 до 1995 года деревня входила в Симанологский сельсовет, с января 1995 до января 2010 года — в Симанологскую волость. 
С 1 января 2010 года с упразднением Симанологской волости деревня входит в Марьинскую волость.

## Население
| 2001 | 2002 | 2010 | 2011 |
| ---- | ---- | ---- | ---- |
| 20   | ↘19  | ↘15  | ↘7   |

## Инфраструктура
Ферма (1966) по выращиванию молодняка крупного рогатого скота совхоза «Вперёд» (Ефимов, Фёдоров, 2015).

## Транспорт
Деревня доступна по дорогам местного значения.
Остановка автобуса «Заречье».